# 安娜·卡萨格兰德
安娜·卡萨格兰德（義大利語：Anna Casagrande，1958年7月26日—），意大利女子马术运动员。她曾代表意大利参加1980年夏季奥林匹克运动会马术比赛，获得团体三日赛银牌。